# 밍크 (잡지)
《밍크》(Mink)는 서울문화사에서 발행하는 대한민국의 월간 순정만화 잡지. 1995년 7월 10일에 8월호로 창간되었으며 주독자층은 초,중학생 여자 아이. 매월 5일에 발행하고 있으며, 자매지로는 《윙크》, 《아이큐점프》가 있다. 영어표기는「Mink」. 웹툰에 대중화으로 2010년 2월호를 마지막으로 휴간(사실상 폐간)에 들어갔다.

## 주로 연재된 작품

### ㄴ
- 낭길리마 (하시현)

### ㄷ
- 달빛천사 (타네무라 아리나)
- 두근두근클럽 (권현수)
- 듀엣 (허정인)
- 데굴데굴 완두콩 (아베 유리코)　※ 나카요시 본지연재의 동시연재

### ㄹ
- 롤러코스터 (김숙희)
- LEGEND(리젠드) (카라)

### ㅁ
- 마법의 성 (이미라)
- 몽환전설 (타치카와 메구미)
- 미확인 비행공주 (이유정)

### ㅂ
- 비비 아이리스 (김강원)
- 베리베리 다이스키 (신지상 / 지오)
- 베이비 퀸 (신일숙)

### ㅅ
- 사라사 (류량)
- 사랑해★★BABY (마키 요코)
- 3+1=? (김진)
- 새콤달콤 (김희은)
- 스톰 (강은영)
- 신사동맹 크로스 (타네무라 아리나)
- 신소녀 (강은영)
- 실키&리오 (이명신)
- 세자빈 프로젝트 (김수연)

### ㅇ
- 언제나 마음은 하이 (권현수)
- 엄마는 요술쟁이(2부) (문계주)
- SS대작전 (김수영)
- OZ지대 (백하나)
- 유앤미 (김숙)
- 이상한 아이 묘아 (문흥미)
- 와라! 지구방위★LOVE (윤미나)

### ㅈ
- 작은 아씨들 (김희은)

### ㅊ
- 천국의 가장자리 (이영아)
- 천년사랑 아카시아 (김동화)
- 청계동자 (황미나)

### ㅋ
- 카드캡터 체리 (클램프)
- 캐릭캐릭 체인지 (PEACH-PIT) ※ 나카요시 본지연재중
- 큐피드 (허정인)

### ㅌ
- 토리의 비밀일기 (김나경)
- 티아라 (카라)

### ㅍ
- 풍선은 하늘로 (김숙희)
- 프리티 (하시현)
- 플라티나 (김연주)

### ㅎ
- 해피 더 해피 (권현수)
- 항아,籬 (옥새롬)

### 기타
- cafe 봉봉  (김윤정)
- RRR... 안녕 렌 (김숙)